# 塔格·麥德森
塔格·麥德森（Tage Madsen，1919年2月1日—2004年），是丹麥羽球運動員。
塔格·麥德森最大的成就是贏得2次全英羽球錦標賽冠軍頭銜，包括1939年的男子單打項目，以及1947年的男子雙打項目（搭配波爾·霍爾姆）。除此之外，他還在一些國際賽事中奪冠，包括威爾斯羽球國際賽（1次男子單打）、丹麥羽球公開賽（1次男子單打、2次男子雙打、1次混合雙打）和印度羽球錦標賽（1次混合雙打）。另外，他還贏得了21個丹麥國內冠軍頭銜。